# Armorial des freguesias de Caldas da Rainha
- il comporte peu ou pas de sources.
- il reste des blasons à dessiner dans cet armorial.

Cette page donne les armoiries (figures et blasonnements) des freguesias de Caldas da Rainha. 
| Image | Nom de la commune et blasonnement |
| ----- | --------------------------------- |
|       | A-dos-Francos                     |
|       | Alvorninha                        |
|       | Carvalhal Benfeito                |
|       | Coto                              |
|       | Foz do Arelho                     |
|       | Landal                            |
|       | Nanadouro                         |
|       | Nossa Senhora do Pópulo           |
|       | Salir de Matos                    |
|       | Salir do Porto                    |
|       | Santa Catarina                    |
|       | Santo Onofre                      |
|       | São Gregório                      |
|       | Serra do Bouro                    |
|       | Tornada                           |
|       | Vidais                            |